# Île Rattanakosin
L'île Rattanakosin (thaï : เกาะรัตนโกสินทร์) est une île constituant le centre historique de la ville de Bangkok, capitale de la Thaïlande : c'est l'actuel khet (district, quartier, arrondissement) Phra Nakhon. C'est une île bordée par le fleuve Chao Phraya à l'Ouest ainsi que de nombreux canaux à l'Est qui étaient construits pour servir de douves dans l'ancienne cité fortifiée. Situé sur la rive convexe d'un méandre du fleuve Chao Phraya, l'île est le lieu où se situe le palais royal de Bangkok ainsi que le sanctuaire du pilier de la ville, sans compter le nombre incalculable de lieux historiques, situés sur cette île.

## Histoire
Le roi Phutthayotfa Chulalok, (Rama Ier), créa la ville en tant que capitale de son nouveau Royaume de Rattanakosin en 1782.
Avant que Bangkok ne devienne capitale de la Thaïlande, la capitale était la ville de Thonburi. L'ancienne ville chevauchait le Chao Phraya mais était principalement installée dans la rive Ouest où le palais royal et les autres institutions étaient établies. Quant au rivage Est, il était principalement peuplé d'immigrés et de descendants d'immigrés Chinois et Vietnamiens.
Quand Phutthayotfa Chulalok, (Rama Ier), devint roi, il réinstalla la capitale sur la rive Est et déplaça les immigrés et leurs descendants de la zone où ils vivaient un peu plus au sud-est entre Wat Sam Pluem et Wat Sampheng (C'est actuellement Samphanthawong, le "quartier chinois" de Bangkok). Les fortifications ont été ordonnées puis reconstruites, et les canaux allongés pour former des douves autour de la ville fortifiée. La douve interne, créée par Rong Mai Canal et Talat Canal, est actuellement connue sous le nom de Khlong Khu Mueang Doem (qui signifie littéralement La canal de la douve de l'ancienne ville).
Le Khlong Rop Krung (le canal encerclant la ville) s'est développé à partir des canaux de Bang Lamphu ainsi que de Ong Ang. La zone encerclée par ce Khlong Khu Mueang Doem et par le fleuve Chao Phraya est souvent appelée  Rattanakosin interne, tandis que le Rattanakosin externe refère à la zone moins développée entre les deux canaux. Enfin, deux autres canaux plus petits sont connus sous le nom de Khlong Lot (canal en forme de tube/paille) qui connectent les douves internes et externes.

## Galerie

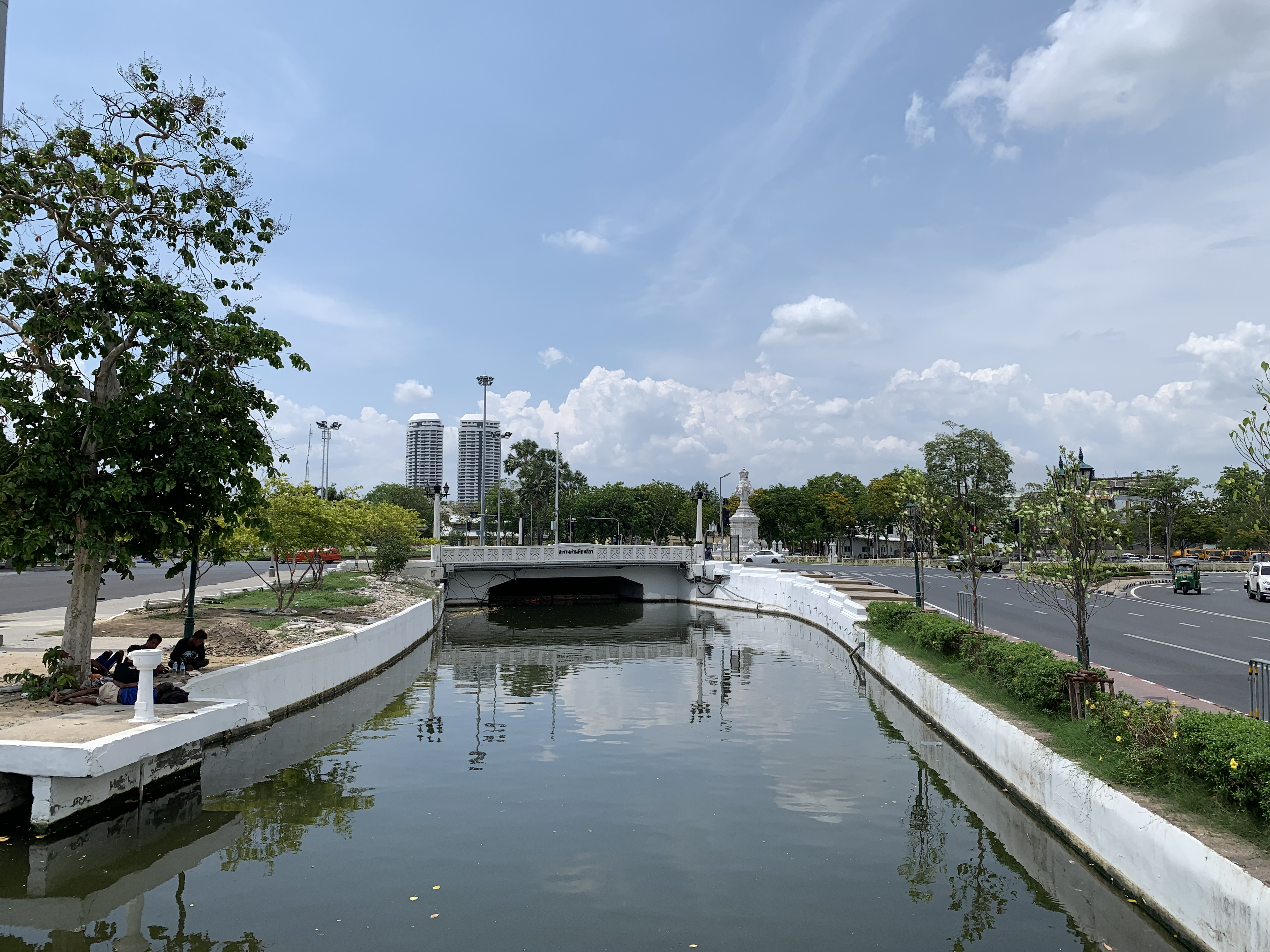
Le Canal Khlong Khu Mueang Doem, avec une vue sur le pont Phan Phiphop Lila à proximité en 2021.
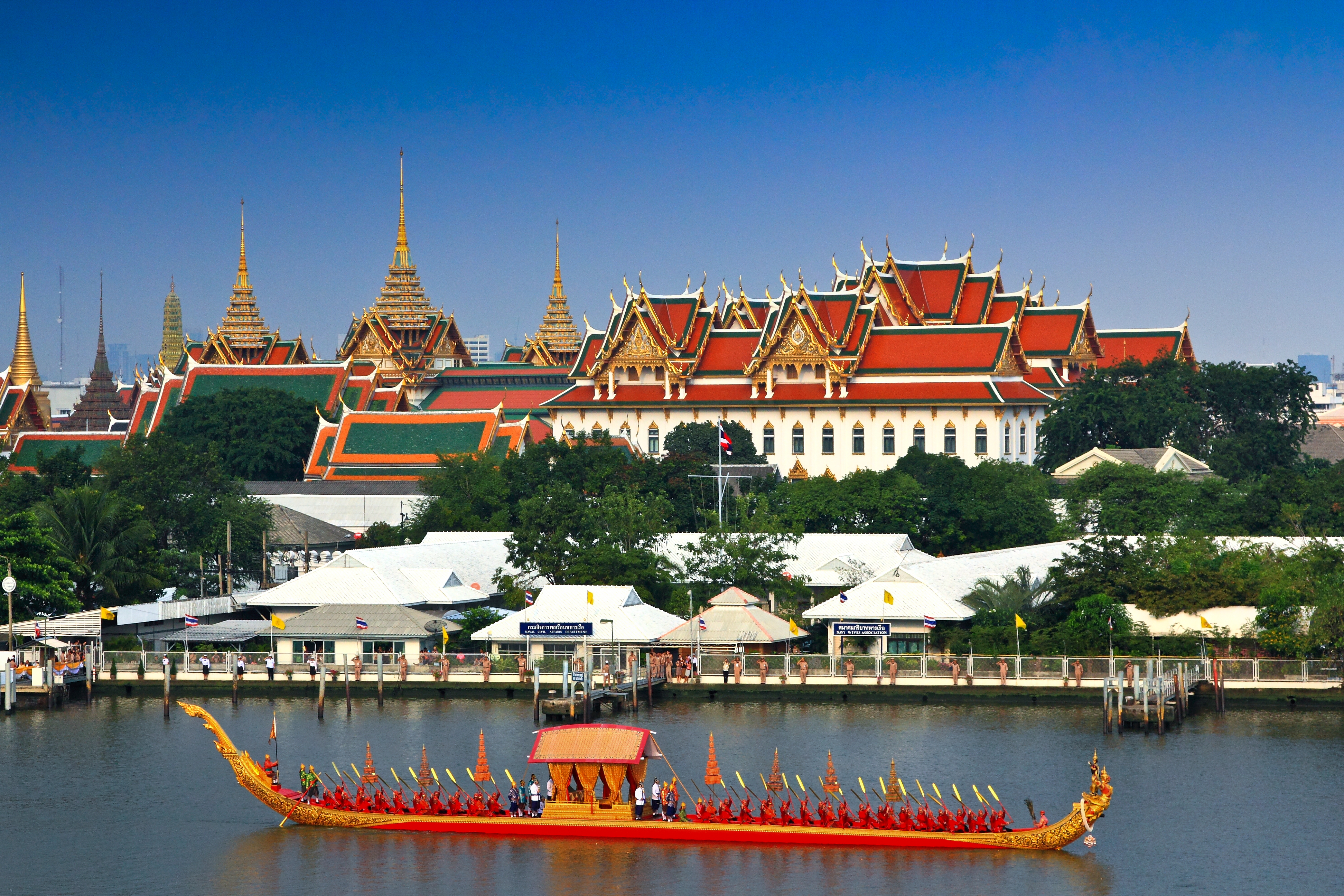
Grand Palais, Bangkok, Thaïlande, vu du fleuve Chao Phraya et barge royale.